# Matej Marin
Matej Marin (Ptuj, 2 juli 1980 – 5 september 2021) was een Sloveens professioneel wielrenner. Hij beëindigde zijn loopbaan in 2015.
Marin overleed na een ziekbed op 41-jarige leeftijd.

## Belangrijkste overwinningen
2005
1e etappe Ronde van Servië
2006
1e etappe Rhône-Alpes Isère Tour
2009
Ronde van Vojvodina I
2010
Belgrado-Banja Luka II
2013
3e etappe Istrian Spring Trophy
2014
Grand Prix Sarajevo
Biedermann · Gogl · Golčer · Großschartner · Grünwalder · Huber · Illenberger · Krizek · Kvasina · Marin · Mühlberger · Rabitsch · Schinnagel · Schöffmann · Zeller